# جيم فلانيجان
جيم فلانيجان (بالإنجليزية: Jim Flanigan)‏ هو لاعب كرة قدم أمريكية أمريكي، ولد في 27 أغسطس 1971 في غرين باي في الولايات المتحدة.

## وصلات خارجية
- جيم فلانيجان على موقع مرجع كرة القدم المحترفة.كوم (الإنجليزية)